# One Pocket

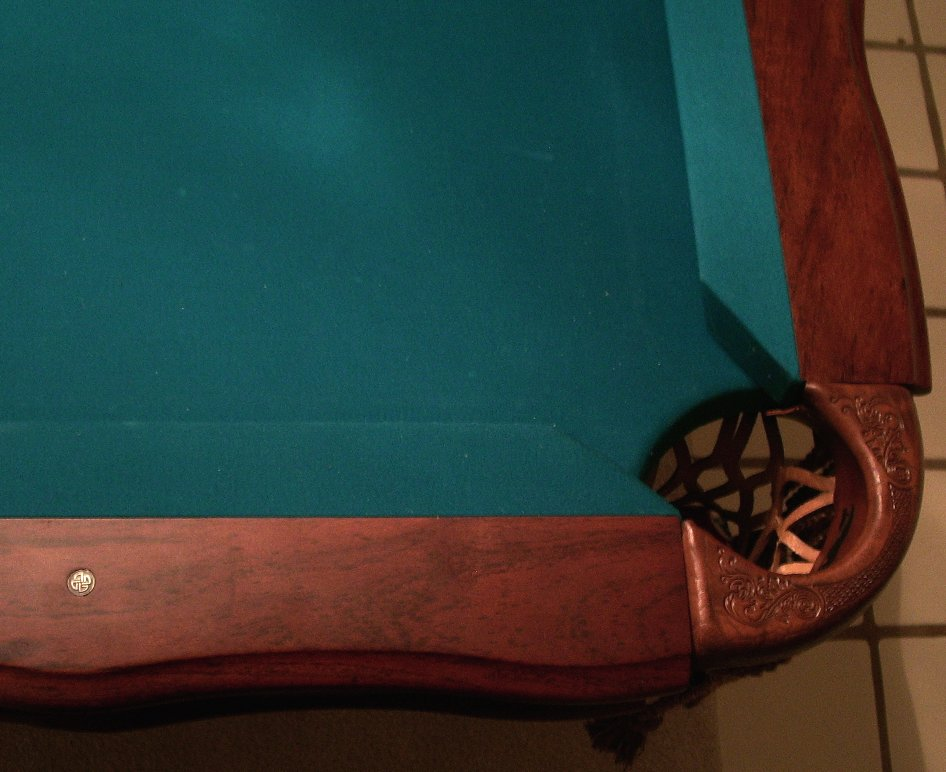
Er mag in één (hoek)pocket worden gescoord

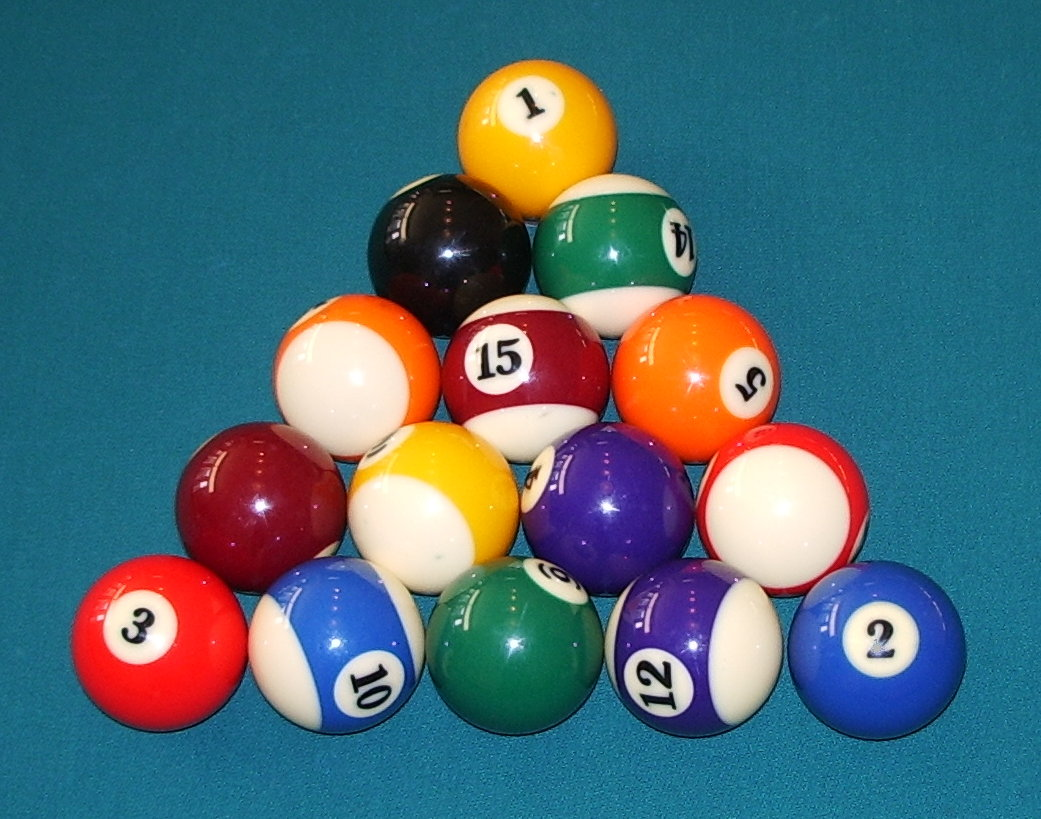
Alle gekleurde ballen komen op tafel

One Pocket is een spelvariant in het poolbiljarten. Het wordt gespeeld met alle vijftien gekleurde ballen en kan als één tegen één of team tegen team worden uitgevoerd.

## Uitvoer
Voor aanvang van de wedstrijd wordt bepaald wie er mag beginnen. Beide opponenten spelen tegelijk één bal over de lange zijde van de tafel en proberen deze zo te raken dat hij zo dicht mogelijk terugkomt bij de korte band vanwaar werd afgestoten (laggen). De winnaar hiervan kiest een van 2 hoekpockets uit bij het rack, die de rest van het spel de enige pocket vormt waarin hij een punt kan maken. De opponent krijgt automatisch de pocket aan de andere kant van het rack toegewezen als richtpunt.
Vooraf wordt een aantal punten afgesproken die gemaakt moeten worden om een partij te winnen. In praktijk is dit aantal doorgaans acht. Punten kunnen enkel gemaakt worden door een bal in die ene daartoe gekozen pocket te potten met de witte bal als stootbal. Beide spelers mogen daarvoor alle vijftien gekleurde ballen kiezen om mee te scoren. Ballen die in andere pockets belanden, komen opnieuw op tafel. Foutief gepotte ballen leveren bovendien één strafpunt op (-1).
De regels in One Pocket kunnen op verschillende manieren aangepast worden om twee spelers met verschillende vaardigheidsniveaus tegen elkaar te laten spelen. Zo kan een afwijkend aantal punten om te winnen worden afgesproken, bijvoorbeeld vijf voor de zwakkere speler en tien voor de sterkere. Een andere mogelijkheid is om de sterkste speler alleen toe te staan punten te maken door via een band te spelen.

## Toernooien
One Pocket is een legitiem geaccepteerd spel in het professionele poolen. Er zijn verschillende toernooien opgezet rondom deze spelvariant. Voorbeelden hiervan zijn:
- World One-Pocket Championship
- Legends of One Pocket
- US Open One-pocket Championship
- Derby City Classic
- One Pocket Series (NL)